# Trionymus latus
Trionymus latus är en insektsart som beskrevs av Takahashi 1929. Trionymus latus ingår i släktet Trionymus och familjen ullsköldlöss.
Artens utbredningsområde är Taiwan. Inga underarter finns listade i Catalogue of Life.